# Calliophis melanurus
Calliophis melanurus är en ormart som beskrevs av Shaw 1802. Calliophis melanurus ingår i släktet Calliophis och familjen giftsnokar.
Arten förekommer i Indien, Bangladesh och Sri Lanka. Honor lägger ägg.

## Underarter
Arten delas in i följande underarter:
- C. m. sinhaleyus
- C. m. nigrescens
- C. m. melanurus